# Тюнинг двигателя
Тюнинг двигателя (англ. tune — настраивать) или форсирование двигателя (фр. forcer или  англ. force — стимулировать) — проведение комплекса технических мероприятий по доводке и модернизации двигателя, с целью повышения величины его крутящего момента и максимальных оборотов, т.е. повышения эффективной мощности двигателя.
В широком просторечном понимании Тюнинг двигателя — это доработка двигателя или его замена более мощным (свап, своп, от англ. swap — менять), как правило, с целью увеличения его мощности и эффективности. Для тюнинга двигателя меняют детали заводского производства на улучшенные (поршни, шатуны, клапаны), дорабатывают и облегчают заводские детали двигателя для уменьшения потерь, устанавливают на двигатель систему турбонаддува или механический нагнетатель (компрессор), улучшают выхлопную систему, устанавливают воздушные фильтры пониженного сопротивления («нулевик»), применяют иные доработки с одной целью — получить максимальную мощность двигателя. Также есть другой способ — чип-тюнинг. В этом случае корректируется программа блока управления двигателем. Мощность двигателя без наддува увеличивается примерно на 10 %. При этом у двигателя с турбонаддувом мощность увеличивается на 30—40 %.

Для повышения эффективности и экономичности двигателя, как правило, позиционируют различные "экономайзеры". Такие устройства (озонаторы воздуха для ДВС, плазменно-форкамерные свечи зажигания, вихревые устройства приготовления топливно-воздушной смеси, устройства подачи воды в мотор) катализируют процесс воспламенения, увеличивают полноту сгорания топливной смеси. В качестве подобных устройств могут продвигаться бесполезные конструкции, например "активаторы топлива", в лучшем случае лишь безвредные.
Благодаря этому якобы должен сокращаться расход топлива и увеличивается мощность двигателя.

«Наиболее радикальным способом форсирования или тюнинга двигателя считается замена штатного (установленного производителем для такого автомобиля или иного транспортного средства) мотора на иной более мощный двигатель. Естественной и трудно разрешимой проблемой такого подхода является то условие, что более мощные моторы занимают значительно большее место в моторном отсеке, чем менее мощные штатные двигатели. Возможным выходом из такой ситуации оказывается замена штатного поршневого двигателя на двигатель иных типов, которые имеют лучшие показатели по удельной мощности, поэтому при повышенной мощности оказываются меньших габаритов. Пример — замена поршневого двигателя на газовую турбину, роторный двигатель Ванкеля или роторные двигатели иных типов.»